# 神明町 (越谷市)
神明町（しんめいちょう）は、埼玉県越谷市の町名。現行行政地名は神明町一丁目から神明町三丁目。郵便番号は343-0805。

## 地理
越谷市西部に位置する。町の東端を元荒川が流れている。北越谷駅からは徒歩圏内となっており、宅地化が急速に進んでいる。

### 地価
住宅地の地価は、2015年の公示地価によれば、神明町二丁目94-9の地点で10万7000円/m2となっている。

## 歴史
かつては神明下村で出羽村の大字となり、越谷市に合併した。

### 沿革
- 1963年（昭和38年）4月1日 - 越谷市立西中学校開校。
- 1966年（昭和41年）9月1日 - 大字神明下、大字四丁野、大字谷中の各一部から神明町一丁目〜三丁目が成立。大字神明下の一部は同日谷中町および宮本町に編入。
- 1967年（昭和42年）4月 - 地内に越谷くるみ幼稚園開園[5]。
- 1972年（昭和47年）11月1日 - 大字神明下の一部が新川町に編入。
- 1979年（昭和54年）4月 - 地内に越谷こばと幼稚園開園[6]。
- 1993年（平成5年）4月1日 - 地内を通る埼玉県主要地方道1号浦和越谷線が一般国道化。国道463号となる。
- 2001年（平成13年） - 地内に越谷浦和バイパスが建設され、開通する。

## 世帯数と人口
2018年（平成30年）3月1日現在の世帯数と人口は以下の通りである。
| 丁目         | 世帯数    | 人口    |
| ------------ | --------- | ------- |
| 神明町一丁目 | 1,129世帯 | 2,547人 |
| 神明町二丁目 | 1,168世帯 | 2,807人 |
| 神明町三丁目 | 426世帯   | 971人   |
| 計           | 2,723世帯 | 6,325人 |

## 小・中学校の学区
市立小・中学校に通う場合、学区は以下の通りとなる。
| 丁目         | 番地                                                                 | 小学校             | 中学校           |
| ------------ | -------------------------------------------------------------------- | ------------------ | ---------------- |
| 神明町一丁目 | 205、208、228〜233 235、242〜253                                     | 越谷市立出羽小学校 | 越谷市立西中学校 |
| 神明町一丁目 | その他                                                               | 越谷市立宮本小学校 | 越谷市立西中学校 |
| 神明町二丁目 | 1〜68、85〜98 117、119〜126 129、170〜282 287〜293、296〜299         | 越谷市立宮本小学校 | 越谷市立西中学校 |
| 神明町二丁目 | 71、84、99 116、118、127〜128 130、138、283〜286 294〜295、300〜9999 | 越谷市立荻島小学校 | 越谷市立西中学校 |
| 神明町二丁目 | その他                                                               | 越谷市立出羽小学校 | 越谷市立西中学校 |
| 神明町三丁目 | 全域                                                                 | 越谷市立出羽小学校 | 越谷市立西中学校 |

## 交通

### 鉄道
町内に鉄道は敷設されていない。徒歩圏内に東武伊勢崎線（東武スカイツリーライン）北越谷駅がある。

### 道路
- 国道4号
- 国道463号現道（越谷街道）
- 国道463号越谷浦和バイパス
- 埼玉県道405号北越谷停車場線
- 埼玉県道52号越谷流山線

## 施設
一丁目
- 国税庁越谷神明町宿舎
- 神明町1丁目自治会集会所
- 越谷くるみ幼稚園

二丁目
- 越谷市立西中学校
- 越谷神明団地
- 神明町二丁目公園

三丁目
- 特別養護老人ホーム さち
- こばとの里こども園 - 旧越谷こばと幼稚園